# Sans pitié (film, 2017)
Pour les articles homonymes, voir Sans pitié.
Pour plus de détails, voir Fiche technique et Distribution.
Sans pitié (hangeul : 불한당: 나쁜 놈들의 세상 ; hanja : 不汗黨: 나쁜 놈들의 世上 ; RR : Bulhandang: nappeun nomdeurui sesang ; litt. « Scoundrel : le monde des méchants ») est un film sud-coréen réalisé par Byun Sung-hyun, sorti en 2017. 

## Synopsis
Lorsque le jeune Jo Hyun-soo sort de prison, Han Jae-ho qui est le lieutenant du trafiquant de drogue Ko Byung-chul l'attend. Ils ont fait connaissance en prison et Han Jae-ho lui avait proposé de rejoindre son équipe après leur libération. Une fois dehors ils participent à un trafic de drogue avec des Russes. De son côté, l'inspectrice Chun met tout en œuvre pour faire tomber les barons de la drogue.

## Fiche technique
Sauf indication contraire ou complémentaire, les informations mentionnées dans cette section peuvent être confirmées par la base de données de KMDb
- Titre original : 불한당: 나쁜 놈들의 세상
- Titre international : The Merciless
- Titre français : Sans pitié
- Réalisation : Byun Sung-hyun
- Scénario : Byun Sung-hyun et Kim Min-su
- Musique : Kim Hong-jip et Lee Jin-hee
- Direction artistique : Han Ah-rum
- Costumes : Jo Hui-ran
- Photographie : Cho hyung rae
- Son : Park Yong-ki et Park Joo-gang
- Montage : Kim Jae-bum et Kim Sang-bum
- Production : Park Ji-sung et An Eun-mi
- Sociétés de production : CJ Entertainment ; Pollux Barunson[1] (coproduction)
- Sociétés de distribution : CJ Entertainment (Corée du Sud) ; ARP Sélection (France)
- Pays de production :  Corée du Sud
- Langue originale : coréen
- Format : couleur — 2,35:1
- Genre : drame policier, action
- Durée : 120 minutes
- Dates de sortie :
  - Corée du Sud : 17 mai 2017
  - France : 24 mai 2017 (festival de Cannes) ; 28 juin 2017 (sortie nationale)
  - Suisse romande : 30 juin 2017 (festival international du film fantastique de Neuchâtel)

## Distribution
- Sol Kyung-gu : Han Jae-ho
- Im Si-wan : Jo Hyeon-soo
- Kim Hee-won : Go Byeong-gap
- Jeon Hye-jin : l'inspectrice Cheon In-sook
- Lee Geung-young : Go Byeong-cheol
- Moon Ji-yoon : Yeong-geun
- Jang In-sub : Min-cheol
- Kim Ji-hoon : Jeong-sik
- Park Soo-young : le pasteur Jang
- Nam Gi-ae : la mère de Hyeon-soo
- Lee Ji-hoon : le ministère public Oh
- Choi Byung-mo : le capitaine Choi
- Jin Seon-kyu : le chef de sécurité en prison
- Heo Joon-ho : Kim Seong-han (apparition exceptionnelle)
- Kim Sung-oh : Jeong Seong-pil (caméo)

## Accueil

### Sorties et festival
Le film est sorti le 17 mai 2017, en Corée du Sud. Il est présenté en hors compétition, le 24 mai 2017, dans la catégorie « Séances de minuit » au festival de Cannes.

### Critiques
L'accueil est positif : le site Allociné recense une moyenne des critiques presse de 2.9⁄5, et des critiques spectateurs à 3.8⁄5.
Pour Guillemette Odicino de Télérama, « il va encore falloir ajouter un nom à la longue liste des réalisateurs coréens qui font sensation : Byun Sung-hyun s'impose d'emblée comme une valeur sûre du thriller. Sans pitié est un bel exemple de retour à l'envoyeur. Ou comment, aujourd'hui, les Asiatiques se mettent à réaliser des polars d'après des films américains eux-mêmes inspirés en leur temps par l'Asie. Ainsi, Sans pitié surfe sur la trame des Infiltrés, de Martin Scorsese, remake du film hongkongais Infernal Affairs, mais en rajoute sur tous les plans, dans la construction comme dans la mise en scène violente et ultrastylisée. ». Pour Mathieu Macheret du Monde, « le jeune réalisateur Byun Sung-hyun s'applique davantage à en mettre plein la vue qu'à soigner son scénario. […] Sans pitié déploie un récit à tiroirs qui ne cesse d'aller et de revenir dans le temps, pour révéler à chaque fois de nouvelles dimensions cachées dans le lien qui unit le mafieux et l'infiltré. Mais ces revirements et rebondissements en rafale manifestent plus un désir d'en mettre plein la vue qu'un souci de questionner l'ambiguïté de ses héros. ».